# Llista de patriarques grecs ortodoxos d'Alexandria
Llista dels patriarques d'Alexandria (el signe ⊕ indica els bisbes arrians; l'asterisc ∗, els monofisites):
- Marc l'Evangelista (43-63)
- Anià d'Alexandria (63-82)
- Abili (82-95)
- Cedró (96-106)
- Primus (106-118)
- Just d'Alexandria (118-129)
- Èumenes d'Alexandria (131-141)
- Marcià d'Alexandria (142-152)
- Celadió (152-166)
- Agripí d'Alexandria (167-178)
- Julià d'Alexandria (patriarca) (178-189)
- Demetri d'Alexandria (189-232)
- Hèracles d'Alexandria (232-248)
- Dionís d'Alexandria (248-264)
- Màxim d'Alexandria (265-282)
- Teonàs (282-300)
- Pere I d'Alexandria (300-311)
- Aquil·las (312-313)
- Alexandre I d'Alexandria (313-328)
- Atanasi I d'Alexandria (328-373)
- Gregori d'Alexandria ⊕ (339-346)
- Jordi d'Alexandria ⊕ (357-361)
- Luci d'Alexandria ⊕ (365)
- Pere II d'Alexandria (373-380)
- Luci d'Alexandria ⊕ (375-378, 2n cop)
- Timoteu I d'Alexandria (380-385)
- Teòfil d'Alexandria (385-412)
- Ciril I d'Alexandria (412-444)
- Diòscor d'Alexandria ∗ (444-451)
- Proteri d'Alexandria (451-457)
- Timoteu II d'Alexandria Eluros (457-460)
- Timoteu III d'Alexandria Salofaciol ∗ (460-475)
- Joan I Talaia (475-477)
- Pere III Monjo ∗ (477)
- Timoteu II Eluros ∗ (477-482, 2n cop)
- Joan I Talaia (482, 2n cop)
- Pere III Monjo ∗ (482-489, 2n cop)
- Atanasi II Keleles ∗ (489-496)
- Joan II el Monjo ∗ (496-505)
- Joan III Nikiu ∗ (505-516)
- Diòscor II d'Alexandria ∗ (516-517)
- Timoteu IV d'Alexandria o Timoteu III ∗ (517-535)
- Teodosi I d'Alexandria (535-536)
  - «Julianistes»
    - Gaina (535)
- Pau d'Alexandria (537-540)
- Zoile d'Alexandria (541-551)
- Apol·linar d'Alexandria (551-569)
- Joan IV d'Alexandria (569-579)

Vacant (579-581)
- Eulogi I d'Alexandria (581-607)
- Teodor I (607-609)
- Joan l'Almoiner (610-619)

Vacant (619-621)
- Jordi I d'Alexandria (621-631)
- Cir (631-643)
- Pere IV d'Alexandria (643-651)
- Teodor II, coadjutor (662?)
- Pere V d'Alexandria, coadjutor (680?)
- Pere VI d'Alexandria, coadjutor (691?)
- Teofilacte d'Alexandria, coadjutor (695?)
- Onopsos d'Alexandria, coadjutor (711?)
- Cosme I d'Alexandria (727-768)
- Policià d'Alexandria (768-813)
- Eustaci d'Alexandria (813-817)
- Cristòfor I d'Alexandria (817-841)
- Sofroni I d'Alexandria (841-860)
- Miquel Alexandrí (860-870)
- Miquel II d'Alexandria (870-903)

Vacant (903-907)
- Cristòdul d'Alexandria (907-932)
- Eutiqui d'Alexandria (932-940)
- Sofroni II d'Alexandria (941)
- Isaac d'Alexandria (941-954)
- Job d'Alexandria (954-960)

Vacant (960-963)
- Elies I d'Alexandria (963-1000)
- Arseni d'Alexandria (1000-1010)
- Teòfil II d'Alexandria (1010-1020)
- Jordi II d'Alexandria (1021-1051)
- Lleonci d'Alexandria (1052-1059)
- Alexandre II d'Alexandria (1059-1062)
- Joan VI d'Alexandria (1062-1100)
- Eulogi II d'Alexandria (1100-1117)
- Sabas d'Alexandria (1117-?)
- Ciril II d'Alexandria (?)
- Teodosi II d'Alexandria (?-1166)
- Sofroni III d'Alexandria (1166-1171)
- Elies II d'Alexandria (1171-1175)
- Eleuteri d'Alexandria (1175-1180)
- Marc III d'Alexandria (1180-1209)
- Nicolau I d'Alexandria (1210-1243)
- Gregori I (1243-1263)
- Nicolau II d'Alexandria (1263-1276)
- Atanasi III d'Alexandria (1276-1316)
- Gregori II d'Alexandria (1316-1354)
- Gregori III d'Alexandria (1354-1366)
- Nefó d'Alexandria (1366-1385)
- Marc IV d'Alexandria (1385-1389)
- Nicolau III (1389-1398)
- Gregori IV d'Alexandria (1398-1412)
- Nicolau IV d'Alexandria (1412-1417)
- Atanasi IV d'Alexandria (1417-1425)
- Marc V d'Alexandria (1425-1435)
- Filoteu (1435-1459)
- Marc VI d'Alexandria (1459-1484)
- Gregori V d'Alexandria (1484-1486)
- Joaquim d'Alexandria (1486-1567?)

Vacant (1567-1569)
- Silvestre d'Alexandria (1569-1590)
- Meleci Pegues (1590-1601)
- Ciril Lucaris (1601-1620)
- Geràsim I d'Alexandria (1620-1636)
- Metròfanes d'Alexandria (1636-1639)
- Nicèfor d'Alexandria (1639-1645)
- Joanic d'Alexandria (1645-1657)
- Paisi d'Alexandria (1657-1678)
- Parteni I d'Alexandria (1678-1688)
- Geràsim II d'Alexandria (1688-1710)
- Samuel d'Alexandria (1710-1712)
- Cosme II (1712-1714)
- Samuel (1714-1723, 2n cop)
- Cosme II (1723-1736, 2n cop)
- Cosme III d'Alexandria (1737-1746)
- Mateu d'Alexandria (1746-1766)
- Ciprià d'Alexandria (1766-1783)
- Geràsim III d'Alexandria (1783-1788)
- Parteni II d'Alexandria (1788-1805)
- Teòfil III d'Alexandria (1805-1825)
- Hieroteu I d'Alexandria (1825-1845)
- Artemi d'Alexandria (1845-1847)
- Hieroteu II d'Alexandria (1847-1858)
- Cal·línic d'Alexandria (1858-1861)
- Jacob d'Alexandria (1861-1865)
- Nicànor d'Alexandria (1865-1869)
- Nil de Pentàpolis (1869-1870)
- Sofroni IV d'Alexandria (1870-1899)
- Foci d'Alexandria (1900-1925)
- Meleci II (1926-1935)
- Nicolau V (1936-1939)
- Cristòfor II d'Alexandria (1939-1966)

Vacant (1966-1968)
- Nicolau VI d'Alexandria (1968-1986)
- Parteni III d'Alexandria (1987-1996)
- Pere VII d'Alexandria (1997-2004)
- Teodor II d'Alexandria (des de 2004)